# Беатрис II Бургундска
Беатрис II Бургундска (на френски: Béatrice II de Bourgogne, Béatrice de Hohenstaufen, на немски: Beatrix von Burgund, Beatrix von Staufen; * ок. 1191; † 7 май 1231) от род Хоенщауфен, е пфалцграфиня на Бургундия от 1205 до 1231 г. и от 1208 г. херцогиня на Мерания

## Живот
Тя е втората дъщеря на пфалцграф Ото I от Бургундия (1170 – 1200) и съпругата му графиня Маргарета от Блоа (1170 – 1230). Внучка е на римския император Фридрих I Барбароса († 1190) и племенница на император Хайнрих VI († 1197).
Беатрис наследява пфалцграфство Бургундия от по-голямата си сестра Жана I, която умира през 1205 г.
На 21 юни 1208 г. в Бамберг тя се омъжва за Ото I от Андекс († 7 май 1234), от 1205 г. херцог на Мерания от Андекската династия-Мерания. Той поема от тъщата си пфалцграфството Бургундия през 1211 г. (като Ото II) през 1211 г. и от 1228 до 1230 г. е маркграф на Истрия.
Беатрис II умира на 7 май 1231 г. Нейният съпруг се жени след това за София фон Анхалт († 23 ноември 1272), дъщеря на княз Хайнрих I фон Анхалт.

## Деца
Беатрис и Ото имат шест деца:
- Ото II († 19 юни 1248), 1234 херцог на Мерания и пфалцграф (Ото III) на Бургундия. С Ото II фамилията измира.
- Агнес († между 1 ноември 1260 и 7 януари 1263)

∞ I 1229, разведена 1240, Фридрих II, херцог на Австрия († 15 юни 1246) (Бабенберги)
∞ II 1248/1256 Улрих III, 1256 херцог на Каринтия († 27 октомври 1269) (Спанхайми)
- Беатрис († сл. 14 ноември 1265)

∞ Херман II граф на Орламюнде († 1247)
- Маргарета († 18 октомври 1271)

∞ I пр. 25 септември 1232 маркграф Пршемисъл от Моравия († 16 октомври 1239)
∞ II 2 юни 1240 Фридрих фон Труендинген († 30 август 1274)
- Аделхайд († 8 март 1279), 1248 г. наследничка на пфалцграфство Бургундия

∞ I 1236 Хуго от Шалон, господар на Салинс, 1248 граф на Бургундия († сл. 12 ноември 1266) (Дом Шалон)
∞ II 11 юни 1267 Филип I, 1268 граф на Савоя, 1267/1279 граф на Бургундия († 16 август 1285) (Дом Савоя)
- Елизабет († 18 декември 1272)

∞ пр. 10 май 1251 Фридрих III фон Цолерн, бургграф на Нюрнберг († 12 авугуст 1297) (Хоенцолерн)